# Épécamps
Épécamps est une commune française située dans le département de la Somme, en région Hauts-de-France.
Avec ses six habitants et ses quatre maisons, le village est considéré comme la plus petite commune des Hauts-de-France et l'une des quinze plus petites de France.

## Géographie

### Localisation
Épécamps est un village picard du Ponthieu.
Limitrophe de Bernaville, la localité est située à 5 km au nord-est de Domart-en-Ponthieu, 14 km au sud-ouest de Doullens, 23 km à l'est d'Abbeville, 26 km au nord-ouest d'Amiens et à 49 km au sud-ouest d'Arras à vol d'oiseau.
Le territoire de la commune est limitrophe de ceux de quatre communes.
Les communes limitrophes sont  Bernaville, Domesmont, Gorges et Lanches-Saint-Hilaire.

### Géologie et relief
Le sol est pratiquement plat, le village étant situé sur un plateau élevé. Les terres communales sont argileuses, peu filtrantes. Une épaisse couche de marne se trouve sous la terre végétale. La surface du territoire communal est de 1,6 km2.

### Hydrographie

#### Réseau hydrographique
La commune est située dans le bassin Artois-Picardie. Elle est drainée par l'Épécamps.

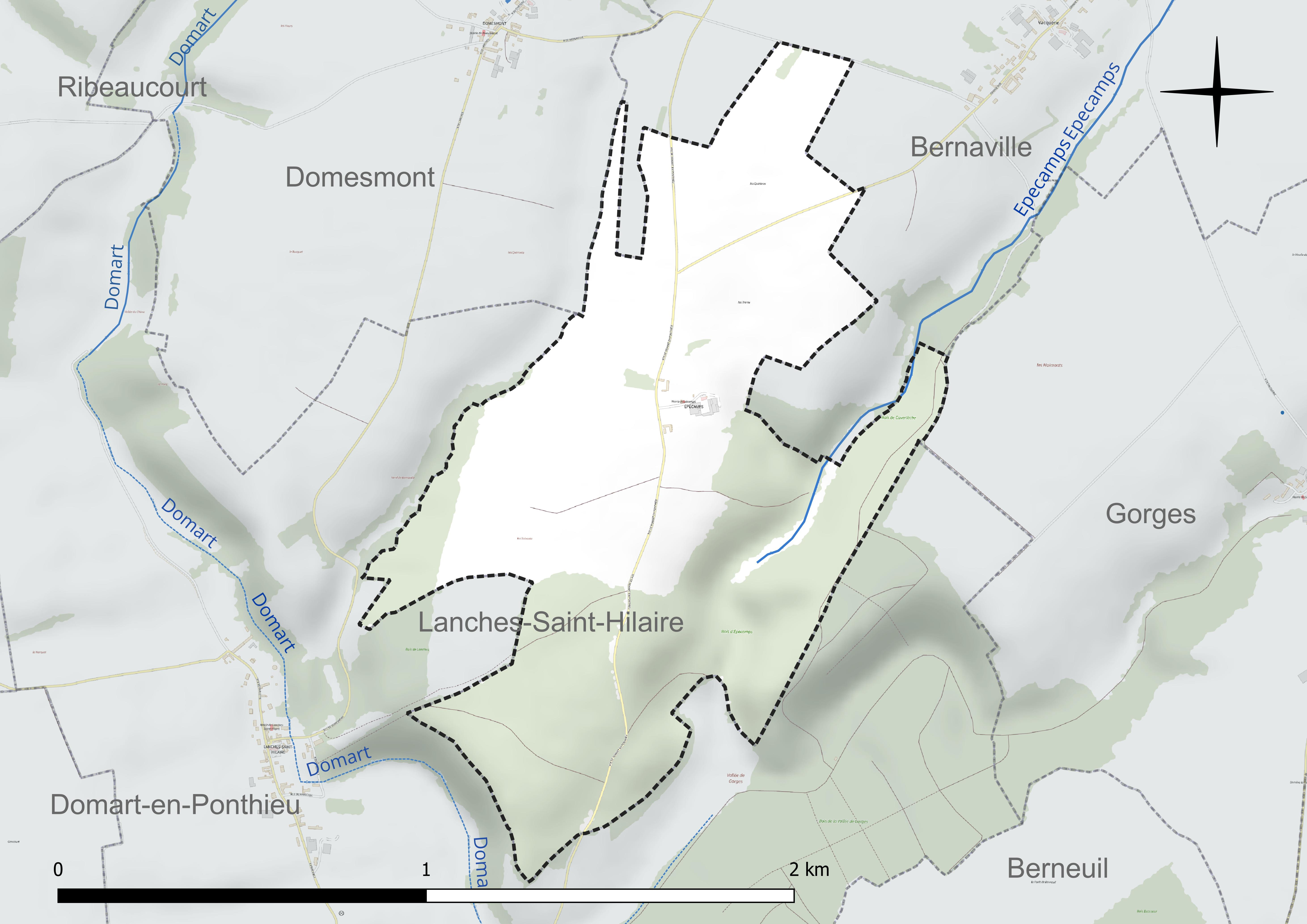
Réseau hydrographique d'Épécamps.

| (texte à fusionner) En 1899, aucun cours d'eau ni aucun marais n'étant sur la localité, l'unique puits communal procure une eau venant du dessous de la couche marneuse. L'eau destinée aux animaux provient alors d'une mare centrale. |

#### Gestion et qualité des eaux
Le territoire communal est couvert par le schéma d'aménagement et de gestion des eaux (SAGE) « Somme aval et Cours d'eau côtiers ». Ce document de planification concerne un territoire de 1 835 km2 de superficie, délimité par le bassin versant de la Somme canalisée. Le périmètre a été arrêté le 29 avril 2010 et le SAGE proprement dit a été approuvé le 6 août 2019. La structure porteuse de l'élaboration et de la mise en œuvre est le syndicat mixte d'aménagement hydraulique du bassin versant de la Somme (AMEVA).
La qualité des cours d'eau peut être consultée sur un site dédié géré par les agences de l'eau et l'Agence française pour la biodiversité.

### Climat
Pour des articles plus généraux, voir Climat des Hauts-de-France et Climat de la Somme.
En 2010, le climat de la commune est de type climat des marges montargnardes, selon une étude du CNRS s'appuyant sur une série de données couvrant la période 1971-2000. En 2020, Météo-France publie une typologie des climats de la France métropolitaine dans laquelle la commune est exposée à un climat océanique et est dans la région climatique Côtes de la Manche orientale, caractérisée par un faible ensoleillement (1 550 h/an) ; forte humidité de l'air (plus de 20 h/jour avec humidité relative > 80 % en hiver), vents forts fréquents.
Pour la période 1971-2000, la température annuelle moyenne est de 10,3 °C, avec une amplitude thermique annuelle de 14 °C. Le cumul annuel moyen de précipitations est de 865 mm, avec 13 jours de précipitations en janvier et 9,2 jours en juillet. Pour la période 1991-2020, la température moyenne annuelle observée sur la station météorologique la plus proche, située sur la commune de Bernaville à 2 km à vol d'oiseau, est de 10,4 °C et le cumul annuel moyen de précipitations est de 877,3 mm,. Pour l'avenir, les paramètres climatiques de la commune estimés pour 2050 selon différents scénarios d'émission de gaz à effet de serre sont consultables sur un site dédié publié par Météo-France en novembre 2022.
| Mois                                  | jan.           | fév.             | mars           | avril           | mai             | juin           | jui.           | août          | sep.          | oct.          | nov.          | déc.          | année      |
| ------------------------------------- | -------------- | ---------------- | -------------- | --------------- | --------------- | -------------- | -------------- | ------------- | ------------- | ------------- | ------------- | ------------- | ---------- |
| Température minimale moyenne (°C)     | 1,3            | 1,4              | 3,3            | 4,9             | 8,1             | 10,8           | 12,7           | 13            | 10,6          | 7,9           | 4,5           | 1,9           | 6,7        |
| Température moyenne (°C)              | 3,7            | 4,1              | 6,8            | 9,4             | 12,6            | 15,4           | 17,6           | 17,8          | 14,9          | 11,2          | 7,1           | 4,2           | 10,4       |
| Température maximale moyenne (°C)     | 6              | 6,9              | 10,3           | 13,9            | 17,1            | 20             | 22,4           | 22,6          | 19,3          | 14,6          | 9,7           | 6,4           | 14,1       |
| Record de froid (°C) date du record   | −13,2 16.01.13 | −13,5 07.02.1991 | −11,3 04.03.05 | −4,1 02.04.1996 | −0,7 07.05.1997 | 1,4 05.06.1991 | 5,2 04.07.1990 | 5 08.08.1990  | 2 24.09.03    | −4,5 24.10.03 | −8 23.11.1998 | −13 18.12.10  | −13,5 1991 |
| Record de chaleur (°C) date du record | 15 09.01.15    | 17,6 26.02.19    | 22,6 31.03.21  | 24,9 28.04.07   | 28,7 13.05.1998 | 33,9 27.06.11  | 40,8 25.07.19  | 37,2 10.08.03 | 32,1 09.09.23 | 28,9 01.10.11 | 19,5 07.11.15 | 15,7 07.12.00 | 40,8 2019  |
| Précipitations (mm)                   | 72,9           | 63,6             | 66,6           | 53,8            | 64,5            | 61,2           | 72,9           | 79            | 66            | 82,5          | 91,8          | 102,5         | 877,3      |

## Urbanisme

### Typologie
Au 1er janvier 2024, Épécamps est catégorisée commune rurale à habitat très dispersé, selon la nouvelle grille communale de densité à sept niveaux définie par l'Insee en 2022.
Elle est située hors unité urbaine. Par ailleurs la commune fait partie de l'aire d'attraction d'Amiens, dont elle est une commune de la couronne,. Cette aire, qui regroupe 369 communes, est catégorisée dans les aires de 200 000 à moins de 700 000 habitants,.

### Occupation des sols
L'occupation des sols de la commune, telle qu'elle ressort de la base de données européenne d'occupation biophysique des sols Corine Land Cover (CLC), est marquée par l'importance des territoires agricoles (56,7 % en 2018), une proportion sensiblement équivalente à celle de 1990 (56,6 %). La répartition détaillée en 2018 est la suivante : 
terres arables (54 %), forêts (43,3 %), zones agricoles hétérogènes (2,7 %). L'évolution de l'occupation des sols de la commune et de ses infrastructures peut être observée sur les différentes représentations cartographiques du territoire : la carte de Cassini (XVIIIe siècle), la carte d'état-major (1820-1866) et les cartes ou photos aériennes de l'IGN pour la période actuelle (1950 à aujourd'hui).

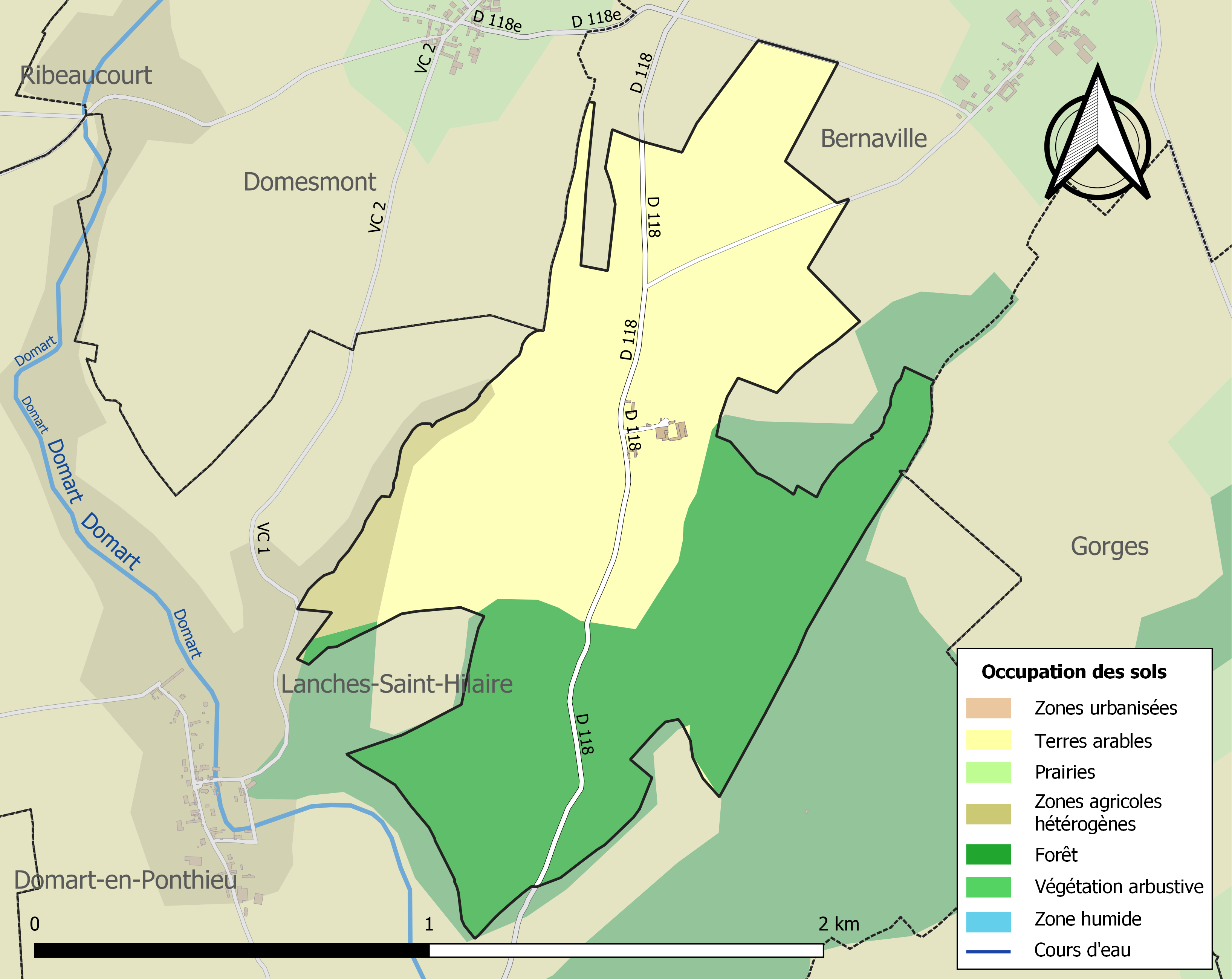
Carte des infrastructures et de l'occupation des sols de la commune en 2018 (CLC).

### Habitat et logement
Le nombre de logements est identique en 2009, 2014 et 2019, soit 4 habitations.
Parmi ces logements, 75 % étaient des résidences principales,  et 25 % des logements vacants. Ces logements étaient en totalité des maisons individuelles.
Le tableau ci-dessous présente la typologie des logements à Épécamps en 2019 en comparaison avec celle de la Somme et de la France entière. Une caractéristique marquante du parc de logements est ainsi l'absence  de résidences secondaires et logements occasionnels (0 %) inférieure à celle du département (8,3 %) et à celle de la France entière (9,7 %). Concernant le statut d'occupation de ces logements, 66,7 % des habitants de la commune sont propriétaires de leur logement (66,7 % en 2014), contre 60,2 % pour la Somme et 57,5 pour la France entière.
| Typologie                                               | Épécamps | Somme | France entière |
| ------------------------------------------------------- | -------- | ----- | -------------- |
| Résidences principales (en %)                           | 75       | 83,2  | 82,1           |
| Résidences secondaires et logements occasionnels (en %) | 0        | 8,3   | 9,7            |
| Logements vacants (en %)                                | 25       | 8,5   | 8,2            |

### Voies de communication et transports
La localité est desservie par la route départementale 118.

## Toponymie
Le nom de la localité est attesté sous les formes Spissus campus en 1137 ; Espeschamp en 1160 ; Vespere campi en 1164 ; Especamp en 1201 ; Pissus campus en 1301 ; Especamp en 1567 ; Pécamp en 1646 ; Espécamp en 1673 ; Epécamp en 1675 ; Pécamps en 1720 ; Epé-Camps en 1750 ; Epécamps en 1757 ; Epecamps en 1793 et Epécamps puis Épécamps depuis 1801.
La formation Spissus campus signifie « champ épais, dense »[réf. nécessaire] en latin. Ernest Nègre, quant à lui, voit dans le nom d'Épécamps l'anthroponyme germanique Eppo suivi du bas latin campos « champs », le tout donnant les « champs d'Eppo ».
Épécamp en picard.

## Histoire

### Moyen Âge
Dès 1137 est attestée la présence d'un prieuré des chanoines de saint Augustin, fondé en 718,. En 1178, ruiné par les guerres, le prieuré et ses dépendances sont donnés à l'abbaye Saint-Martin-aux-Jumeaux par l'évêque d'Amiens, Thibault d'Heilly.

### Temps modernes
En 1597, le prieuré ainsi qu'une partie du village sont dévastés par les Espagnols lors du siège d'Amiens.
La cure est séparée du prieuré en 1645 à la demande des habitants. En 1698, le village compte 40 habitants et, en 1724, 8 feux. La seigneurie appartient au prieur du lieu.
Sous l'Ancien Régime, la paroisse relève du doyenné de Saint-Riquier, archidiocèse du Ponthieu, diocèse d'Amiens, et, dans l'ordre civil, de la prévôté de Beauquesne, bailliage d'Amiens, de l'élection de Doullens, de l'intendance de Picardie et du grenier à sel de Doullens.

### Révolution française et Empire
Le prieuré est vendu en 1791 lors de la Révolution française comme bien national. Les derniers vestiges de la chapelle et de tourelles ont disparu en 1895.

## Politique et administration

### Rattachements administratifs et électoraux

#### Rattachements administratifs
La commune se trouve depuis 1926 dans l'arrondissement d'Amiens du département de la Somme.
Elle faisait partie depuis 1793 du canton de Bernaville. Dans le cadre du redécoupage cantonal de 2014 en France, cette circonscription administrative territoriale a disparu, et le canton n'est plus qu'une circonscription électorale.

#### Rattachements électoraux
Pour les élections départementales, la commune fait partie depuis 2014 du canton de Doullens
Pour l'élection des députés, elle fait partie de la quatrième circonscription de la Somme.

### Intercommunalité
Épécamps était membre de la communauté de communes du Bernavillois, un établissement public de coopération intercommunale (EPCI) à fiscalité propre créé fin 1999 et auquel la commune avait transféré un certain nombre de ses compétences, dans les conditions déterminées par le code général des collectivités territoriales.
Dans le cadre des dispositions de la loi portant nouvelle organisation territoriale de la République du 7 août 2015, qui prévoit que les établissements publics de coopération intercommunale (EPCI) à fiscalité propre doivent avoir un minimum de 15 000 habitants, cette intercommunalité a fusionné avec sa voisine pour former, le 1er janvier 2017, la communauté de communes du Territoire Nord Picardie dont est désormais membre la commune.

### Liste des maires
| Période                                  | Période                        | Identité           | Étiquette | Qualité                                                                          |
| ---------------------------------------- | ------------------------------ | ------------------ | --------- | -------------------------------------------------------------------------------- |
| Les données manquantes sont à compléter. |                                |                    |           |                                                                                  |
| 1945                                     | 1947                           | Onésime Lebrun     |           |                                                                                  |
| 1947                                     | 1947                           | Gaston Doue        |           |                                                                                  |
| 1947                                     | 1953                           | Arthur Dupont      |           |                                                                                  |
| 1953                                     | 1982                           | Léon Deramecourt   |           |                                                                                  |
| 1982                                     | mars 2021                      | Jean Deramecourt   | EXD       | Fils de Léon Deramecourt. Mort en fonction                                       |
| juin 2021,                               | janvier 2023                   | Émilie Deramecourt |           | Petite-fille de Jean Deramecourt, aide-soignante au CHU d'Amiens. Démissionnaire |
| janvier 2023                             | En cours (au 30 novembre 2023) | Dimitry Cahon      |           | Chef d'entreprise                                                                |

### Distinctions et labels
La commune a reçu la Marianne du civisme en 2017, la totalité des 10 électeurs inscrits ayant voté lors des quatre scrutins de 2017. En 2019, aux élections européennes, les votants, désormais au nombre de 7 sur 12 inscrits, ont accordé tous leurs suffrages à la liste menée par Jordan Bardella. En 2014 déjà, aux mêmes élections européennes, l'ensemble des votes exprimés avait été en faveur de la liste menée par Marine Le Pen.

## Démographie
L'évolution du nombre d'habitants est connue à travers les recensements de la population effectués dans la commune depuis 1793. Pour les communes de moins de 10 000 habitants, une enquête de recensement portant sur toute la population est réalisée tous les cinq ans, les populations de référence des années intermédiaires étant quant à elles estimées par interpolation ou extrapolation. Pour la commune, le premier recensement exhaustif entrant dans le cadre du nouveau dispositif a été réalisé en 2006.

En 2022, la commune comptait 7 habitants, en évolution de +40 % par rapport à 2016 (Somme : −1,26 %, France hors Mayotte : +2,11 %).
| 1793 | 1800 | 1806 | 1821 | 1831 | 1836 | 1841 | 1846 | 1851 |
| ---- | ---- | ---- | ---- | ---- | ---- | ---- | ---- | ---- |
| 48   | 45   | 53   | 67   | 60   | 58   | 63   | 70   | 75   |

| 1856 | 1861 | 1866 | 1872 | 1876 | 1881 | 1886 | 1891 | 1896 |
| ---- | ---- | ---- | ---- | ---- | ---- | ---- | ---- | ---- |
| 70   | 68   | 67   | 54   | 56   | 47   | 46   | 36   | 32   |

| 1901 | 1906 | 1911 | 1921 | 1926 | 1931 | 1936 | 1946 | 1954 |
| ---- | ---- | ---- | ---- | ---- | ---- | ---- | ---- | ---- |
| 37   | 36   | 28   | 26   | 21   | 20   | 23   | 20   | 9    |

| 1962 | 1968 | 1975 | 1982 | 1990 | 1999 | 2006 | 2011 | 2016 |
| ---- | ---- | ---- | ---- | ---- | ---- | ---- | ---- | ---- |
| 7    | 10   | 13   | 12   | 12   | 11   | 8    | 5    | 5    |

| 2021 | 2022 | - | - | - | - | - | - | - |
| ---- | ---- | - | - | - | - | - | - | - |
| 6    | 7    | - | - | - | - | - | - | - |

C'est la plus petite commune de Picardie. Afin d'éviter sa disparition par son intégration dans une autre commune, la municipalité demande à pouvoir rendre constructible des terrains afin d'accueillir de nouveaux habitants.

## Culture locale et patrimoine

### Lieux et monuments
L'église Notre-Dame-de-la-Nativité, avec son cimetière, près d'une ferme. Cette chapelle existait au XIIe siècle avec son prieuré. Tout en brique, elle sert de grange depuis sa désaffectation.

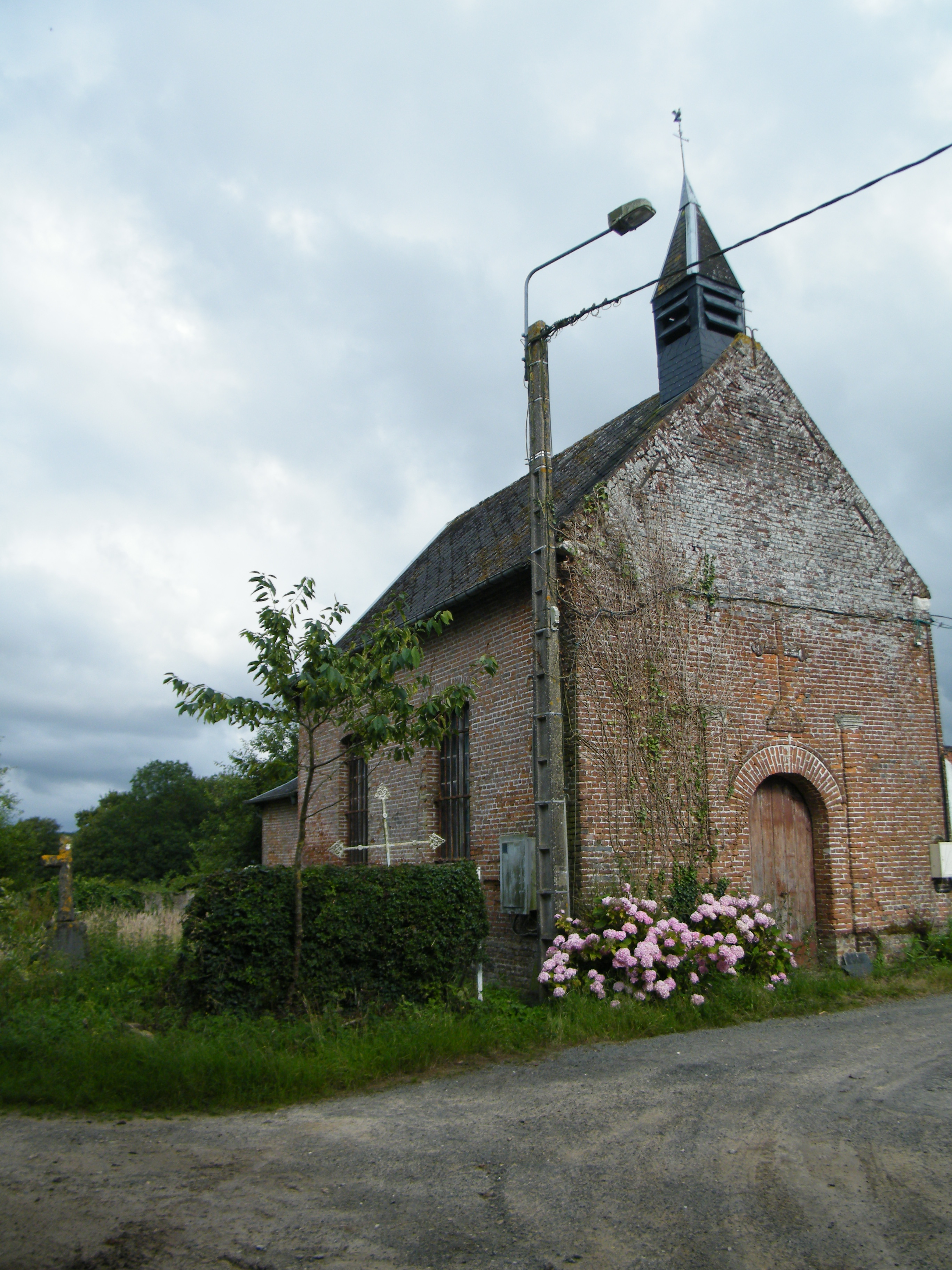
L'église.
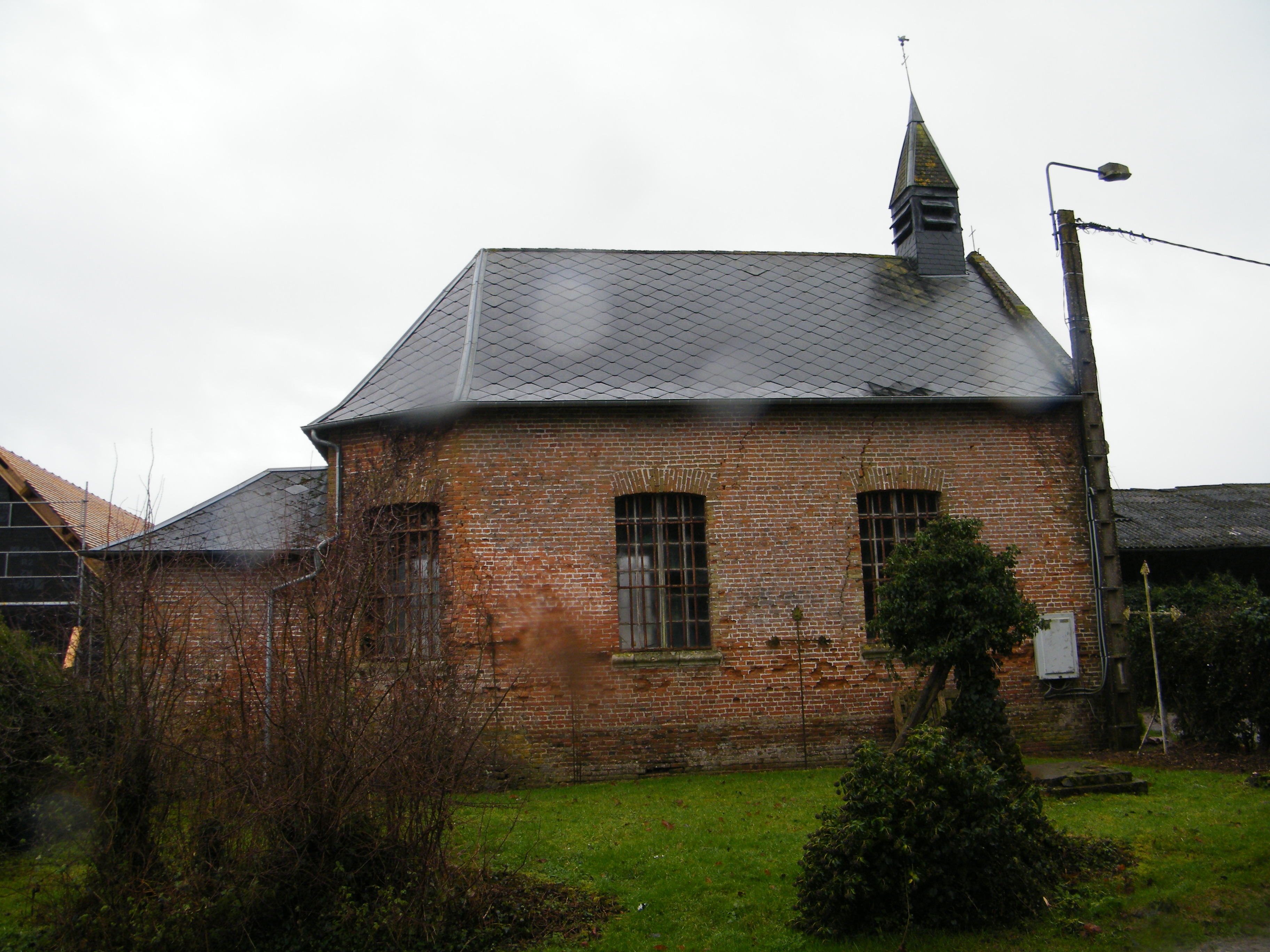
Côté Nord de l'église.
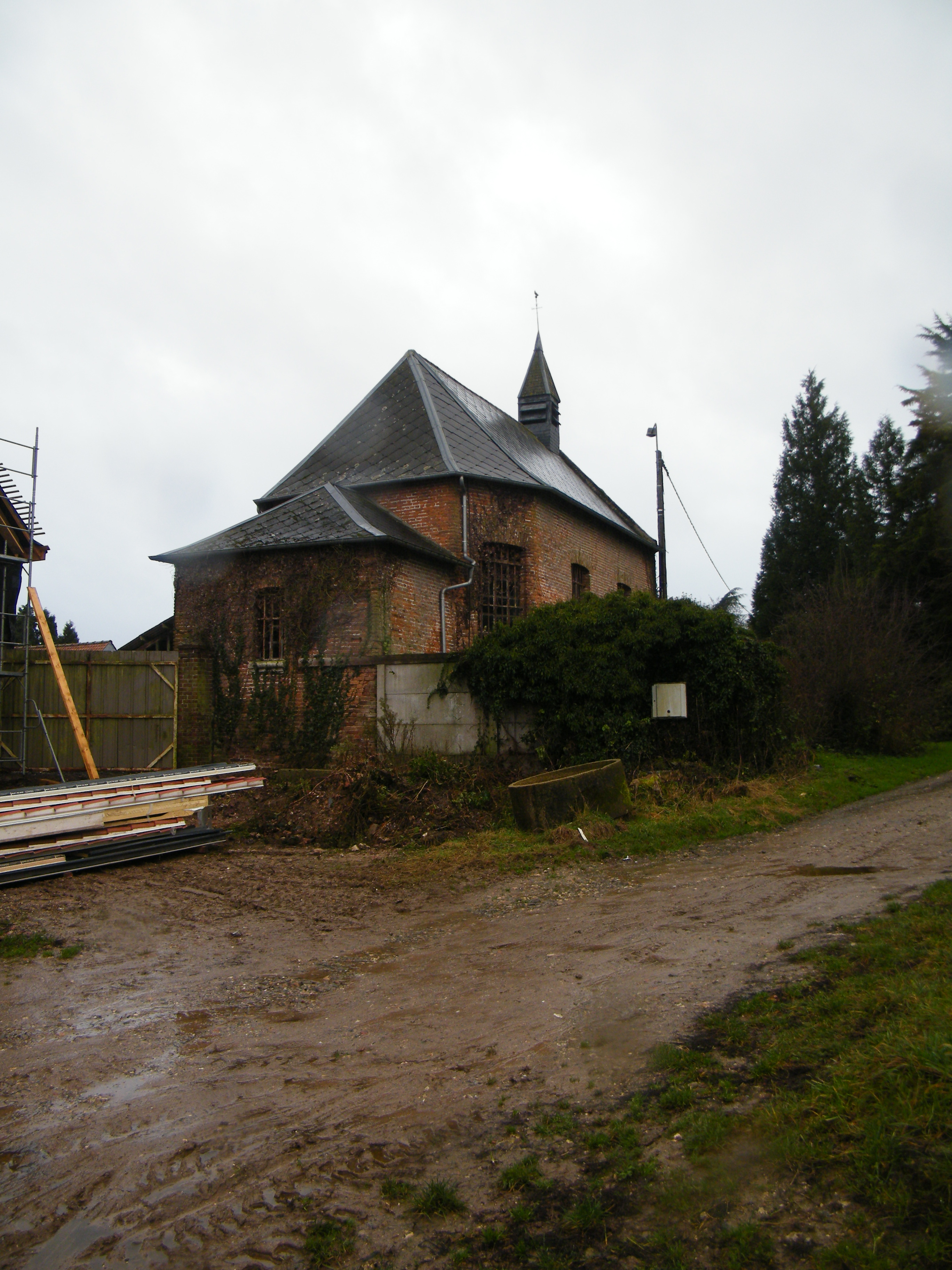
Le chevet de l'église.
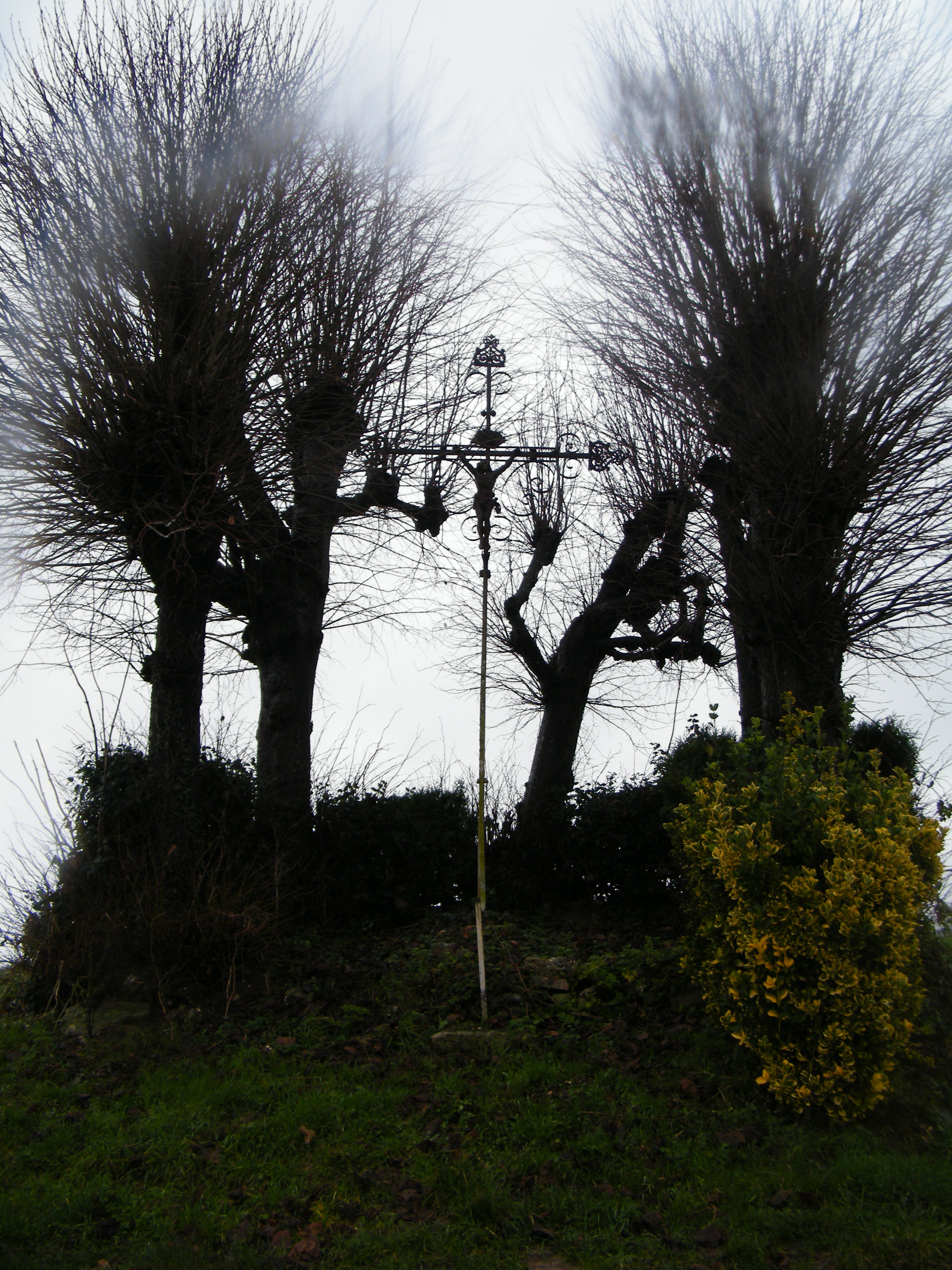
Calvaire en sortie de village.
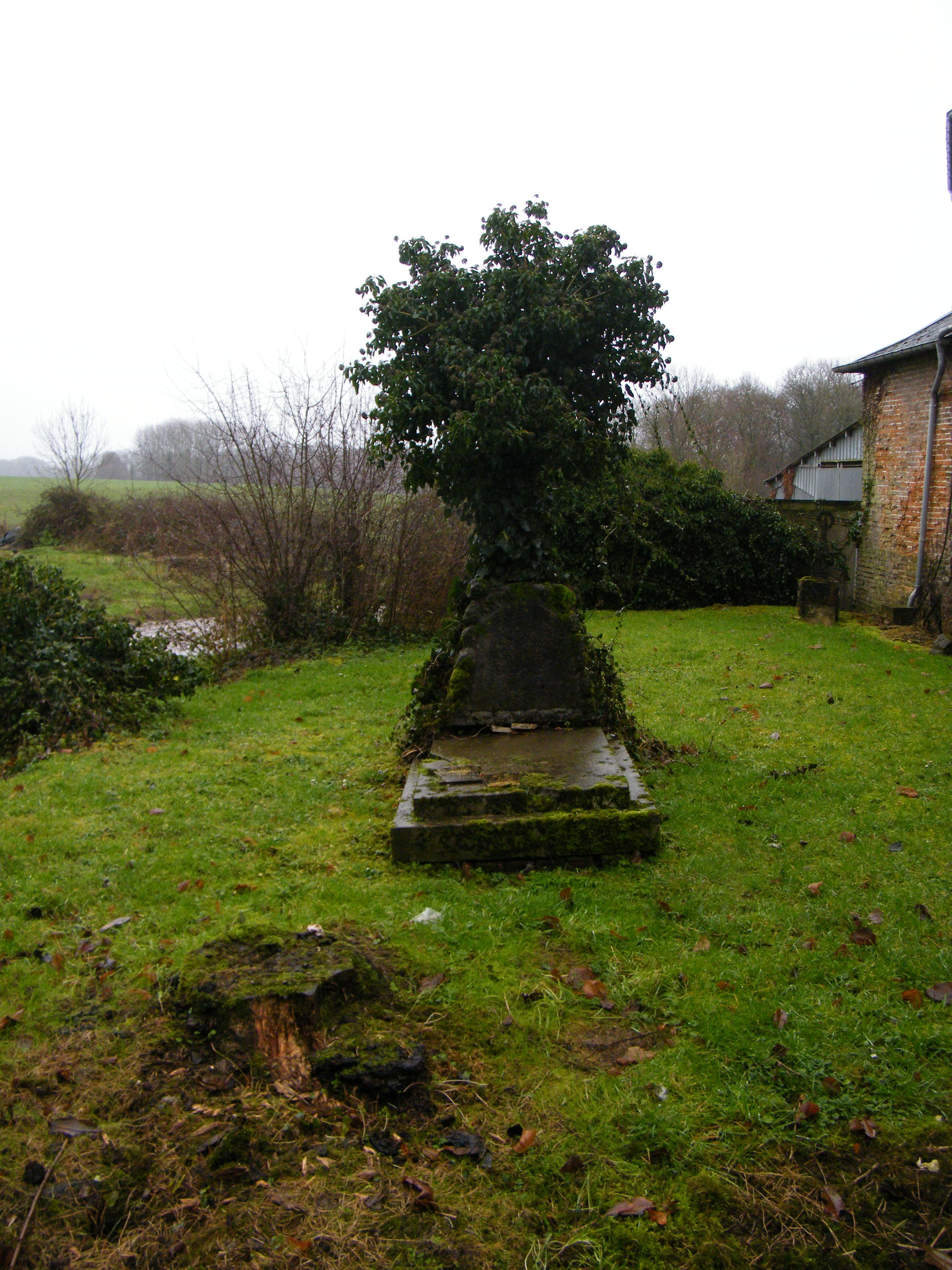
Cimetière.
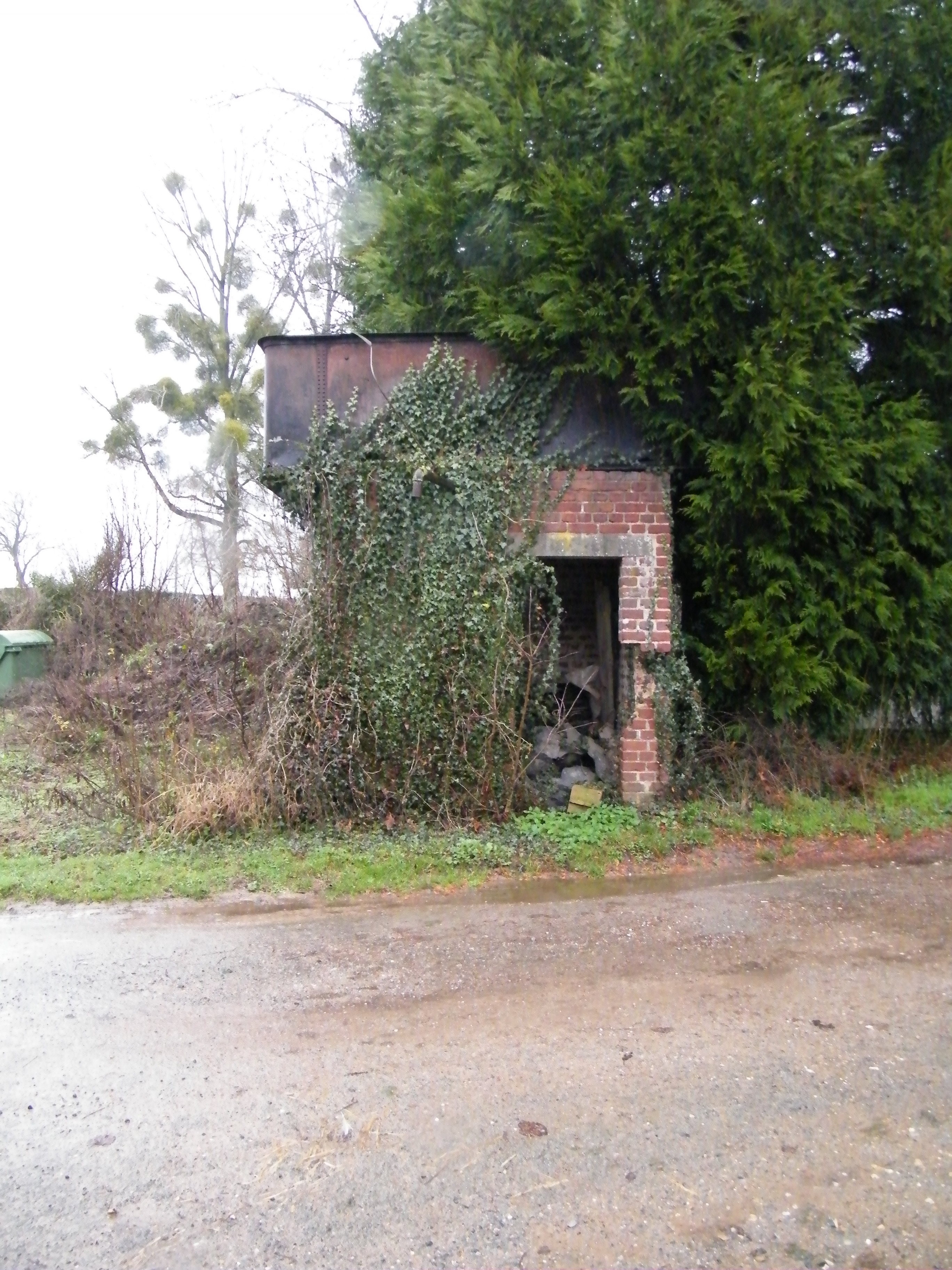
Château d'eau.
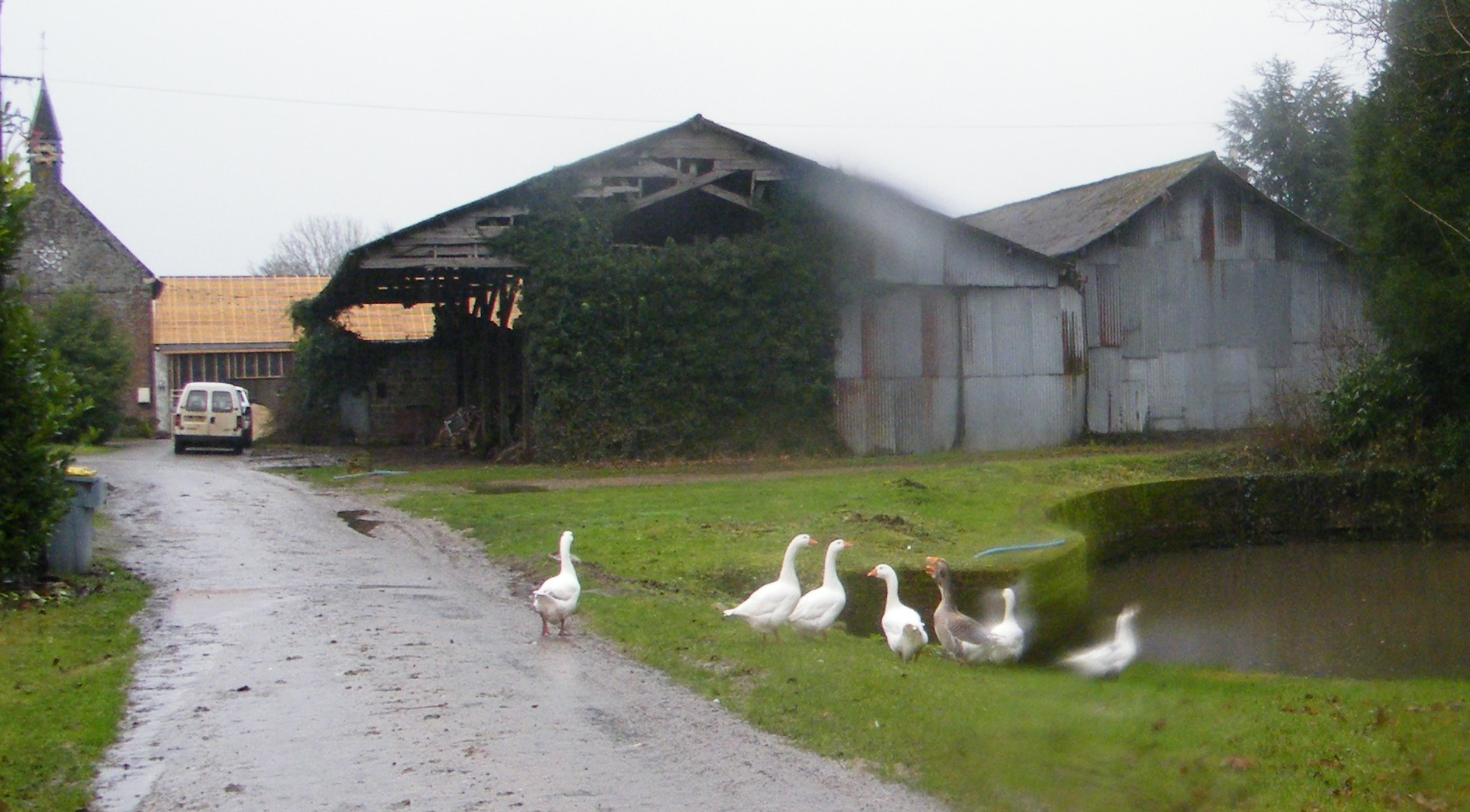
La mare.

## Pour approfondir